# G力昏迷
G力昏迷（G-force induced loss of consciousness，縮寫為G-LOC）是航空生理學的專有名詞，指人體因承受過大或長期的G力，以致血液減少流入腦部，最終因腦部缺氧而導致昏厥。此症狀常於战斗机或特技飞行飛機駕駛員，以及太空人身上發生。某些機動遊戲上亦有可能發生。故此，戰機駕駛員受訓時皆須接受高G力訓練以避免於實際操作時喪失意識，訓練一般包括達15秒的9G加速度。

## G力的影響
當正G力增加時，血液會流向下半身，故腦部所取得之氧氣會有所減少，以致產生以下各階段徵狀：
- 灰視（英语：Greyout (medical)）—視野變灰，無法辨識顏色。
- 管狀視野（英语：Tunnel vision）—視場減少，僅可看到中央部分。
- 眼前昏黑—失去視覺，但可保持清醒
- G力昏迷—徹底失去意識。

相反，受負G力時血液會流向腦部，引起紅視。
由於視網膜對缺氧非常敏感，故G力會首先影響視覺。當視網膜血壓低於眼壓（通常為10–21 mm Hg）時，血液將不再流向視網膜。此會首先導致灰視，視野會整體變灰，若G力持續則會進而成為管狀視野，視場慢慢減少，視野自外圍向內收縮。有經驗的機長可以以此為標準，於未喪失意識的情況下取得最大的轉向角度。G力減退後，上述的徵狀會迅速消失，惟或會喪失數秒方向知覺。然而，若駕駛員徹底失去意識，即使G力減退後，G力昏迷仍會維持一段時間，通常為時12秒，並稱之為「絕對無能」（Absolute incapacitation）。及後駕駛員雖會回復意識，但於約15秒內對自身狀況依然十分模糊，故亦無法操控飛機。此時期則稱為「相對無能」（Relative incapacitation）。當血液重新回腦部時，駕駛員可能會抽搐，有時更會喪失對該次G-LOC的記憶。若G力昏迷於低空發生，則可能因為駕駛員的身體狀況而發引致可控飛行撞地。
因為G-LOC的主因為腦部缺氧，故人體較能承受前後而非上下的加速度。然而，飛機的操縱方式使得駕駛員更常需要承受上下方向的加速度，故亦有俯臥式哥士達流星戰鬥機的實驗，而太空船中太空人的坐位也是按加速方向放置。

## 外部連結
- G-LOC, Could It Happen To You?
- G-Force, Jerk, and Passing Out In A Centrifuge （页面存档备份，存于）